# Spittelmarkt
Spittelmarkt ist eine Bezeichnung für eine Stelle im Berliner Ortsteil Mitte. Ursprünglich ein Platz gewesen, lässt sich ein solcher heute nicht mehr erkennen. Über den Spittelmarkt verläuft die Trasse der Bundesstraße 1 als Leipziger und Gertraudenstraße, die dort ineinander übergehen.

## Lage und Erschließung
Im Adressbuch des Jahres 1799 ist eine Lageskizze mit den umgebenden oder einmündenden Straßen zu sehen, diese waren: an der Spittel-Brücke, Nieder-Wallstraße, Kur-Straße, Spittelmarkt-Straße und Wall-Straße.
Im Jahr 1860 lautete die Lagebeschreibung wie folgt: 

„Spittelmarkt in Neu-Kölln, geht von der Kur-Straße mit Nr. 1 an, über die Nieder-Wallstraße mit Nr. 7 bis an die Spittelbrücke und zurück an der Wall-Straße vorbey bis Nr. 16. Seine Länge ist 165 Schritte. Nummer 8 ist das Hospital zu der hier stehenden Gertrauten-Kirche und zwischen 15 und 16 ist die Spittelmarkt-Wache. Die Markttage, die hier Mittwochs und Sonnabends gehalten werden, sind von grünen Küchenwaaren sehr ansehnlich. Abends vorher ist Abend-Markt. Auch hier sind ein Fisch-Markt und mehrere Krambuden.“

Neben der Leipziger und der Gertraudenstraße tangieren folgende Straßen den Spittelmarkt:
- Wallstraße,
- Seydelstraße,
- Axel-Springer-Straße,
- Niederwallstraße.

Hinter der Gertraudenbrücke über den Spreekanal führen Mühlendamm, Gruner- und Alexanderstraße weiter zum Alexanderplatz.
Die U-Bahn-Linie U2 hält am U-Bahnhof Spittelmarkt, der sich im östlichen Bereich an der Wallstraße befindet. Bemerkenswert ist seine Fenstergalerie aus Rundbögen zum Spreekanal hin, die das Tageslicht hereinlässt.
Westlich des Spittelmarktes stehen die Spittelkolonnaden auf dem Marion-Gräfin-Dönhoff-Platz.

## Geschichte

### Ursprünge des Marktes
Die Fläche, auf der nach dem Schleifen der Festungsanlagen im Bereich der früheren Bastion IV am Westufer der Spree im 18. Jahrhundert ein Marktplatz zwischen Fischerinsel und Leipziger Straße entstand, war noch im 14. Jahrhundert ein ruhiger namenloser Ort vor dem Gertraudentor. Um 1400 baute das St.-Gertrauden-Stift ebenda ein Haus und 1411 eine Kapelle für adlige Jungfrauen. Später entwickelte es sich aus einem Quarantäne-Quartier für Wanderer und Handwerksburschen zu einem Siechenhaus für mittellose, gebrechliche und kranke Bürger aus Alt-Kölln und Alt-Berlin. Der freie Platz war ein Verkehrsknoten und man nutzte ihn zu Marktgeschäften. Er hieß in den Stadtakten ab etwa 1750 Spittelmarkt, was vom Gertraudenhospital abgeleitet ist: Hospital → Spital → Spittel. 1641 brannte das Spital ab, die benachbarte Kirche blieb erhalten. Zuvor trug der Bereich die Bezeichnungen Am Gertraudtenkirchhof (um 1405 bis 1750) bzw. An der Gertraudtenbrücke (Mittelalter bis 1750). Noch nach der Namensfestlegung hieß er auch Spittelmarktstraße (1750–1862).

### Der Platz zwischen dem 18. Jahrhundert und 1945

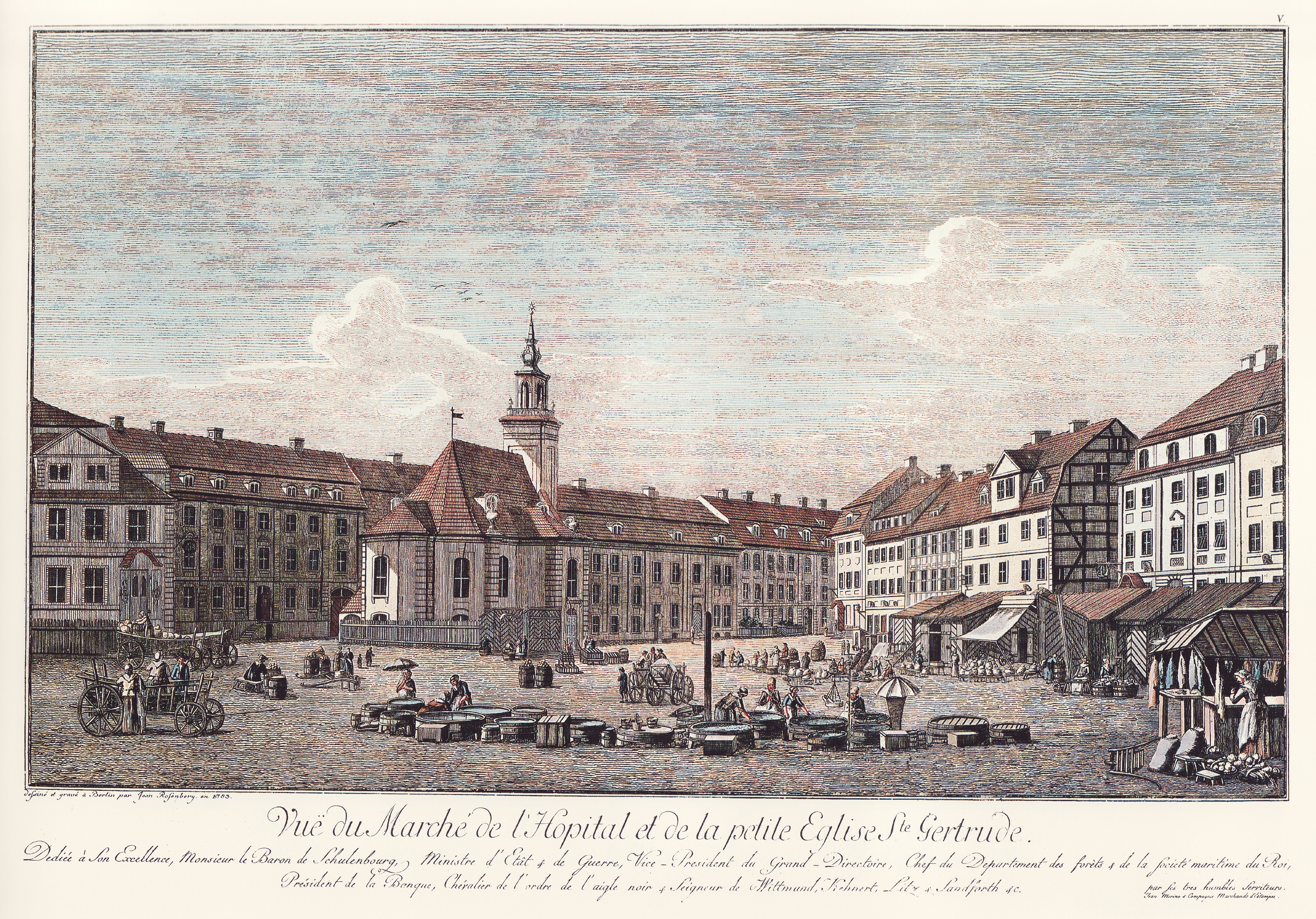
Spittelmarkt mit Gertraudenkirche, 1783, kolorierter Stich von Johann Georg Rosenberg

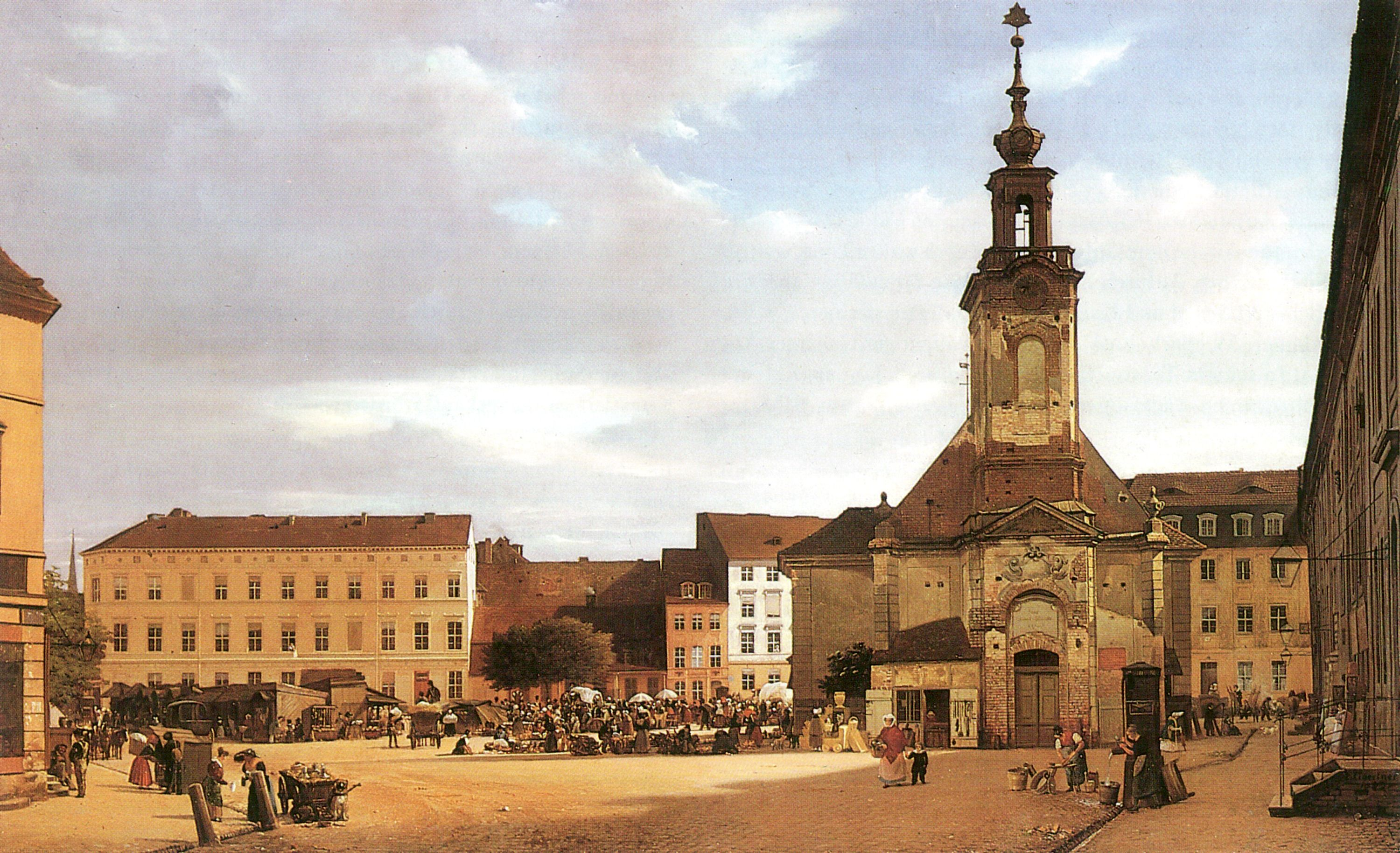
Gemälde von Eduard Gaertner, 1833

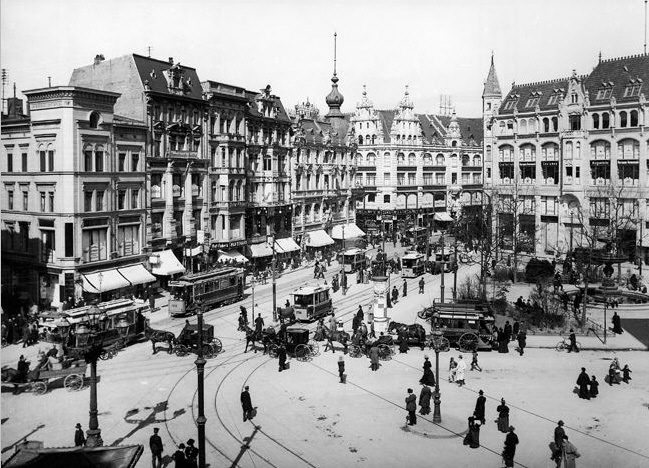
Historisches Foto, um 1896

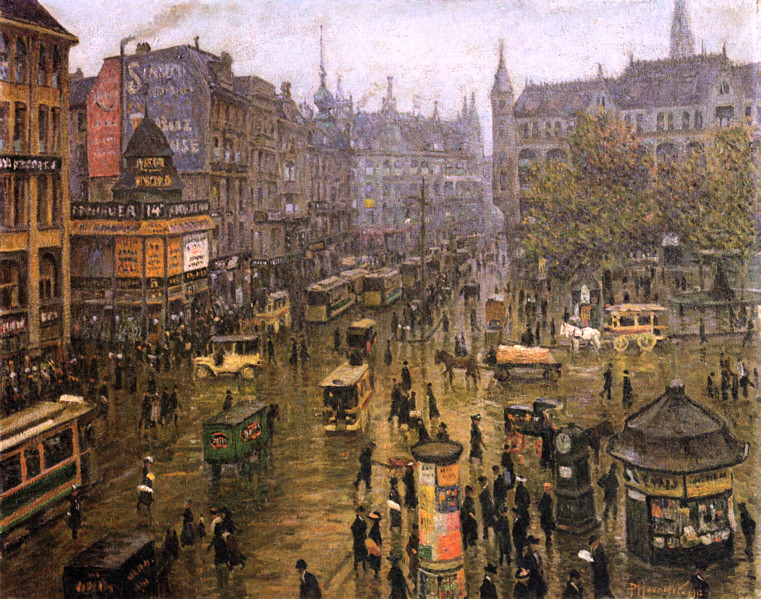
Gemälde von Paul Hoeniger, 1912

Rund um den Markt war im 18. Jahrhundert das Altpreußische Infanterieregiment No. 26 zu Fuß einquartiert. Aus der Kapelle ging die Spittelkirche hervor. Der schnelle Straßenausbau Berlins in der Gründerzeit ließ dem Stift keinen Raum, sodass das im 17. Jahrhundert wieder aufgebaute Gertraudenhospital samt seiner Kapelle 1872 in die heutige Kreuzberger Wartenburgstraße verlegt wurde. Die wertvollsten Ausstattungsstücke der Spittelkirche, die 1881 abgerissen wurde, kamen in die neue Kreuzberger Hospital-Kapelle. Nun entstand eine komplexe Randbebauung mit Wohn- und Geschäftshäusern. Von dem Markt gingen zu dieser Zeit die Niederwallstraße, die Wallstraße, die Gertraudenstraße, die Seydelstraße und die Beuthstraße ab.
Diese Bauten wurden bis zum Ende des Zweiten Weltkriegs schwer beschädigt oder total zerstört.

### Totalumbau nach dem Ende des Zweiten Weltkriegs
Ab dem Sommer 1945 wurde das Gebiet um den Spittelmarkt enttrümmert und in den 1960er bis 1970er Jahren neu wiederaufgebaut. Die ursprünglich auf dem Platz endenden Straßen wurden bis auf die Schneise der Leipziger Straße ihrer Funktion beraubt. Die jeweils von Süden kommende Lindenstraße (seit 1996: Axel-Springer-Straße) und Beuthstraße wurden durch den nach Entwurf von Eckart Schmidt 1978 errichteten Flachbau der Exquisit-Boutique abgeriegelt. Von demselben Architekten stammt auch das 1980 bis 1985 errichtete Wohn- und Geschäftshaus Spitteleck. Der Spindlerbrunnen wurde wieder auf seinem ursprünglichen Standort aufgestellt.

### Spittelmarkt nach 1990

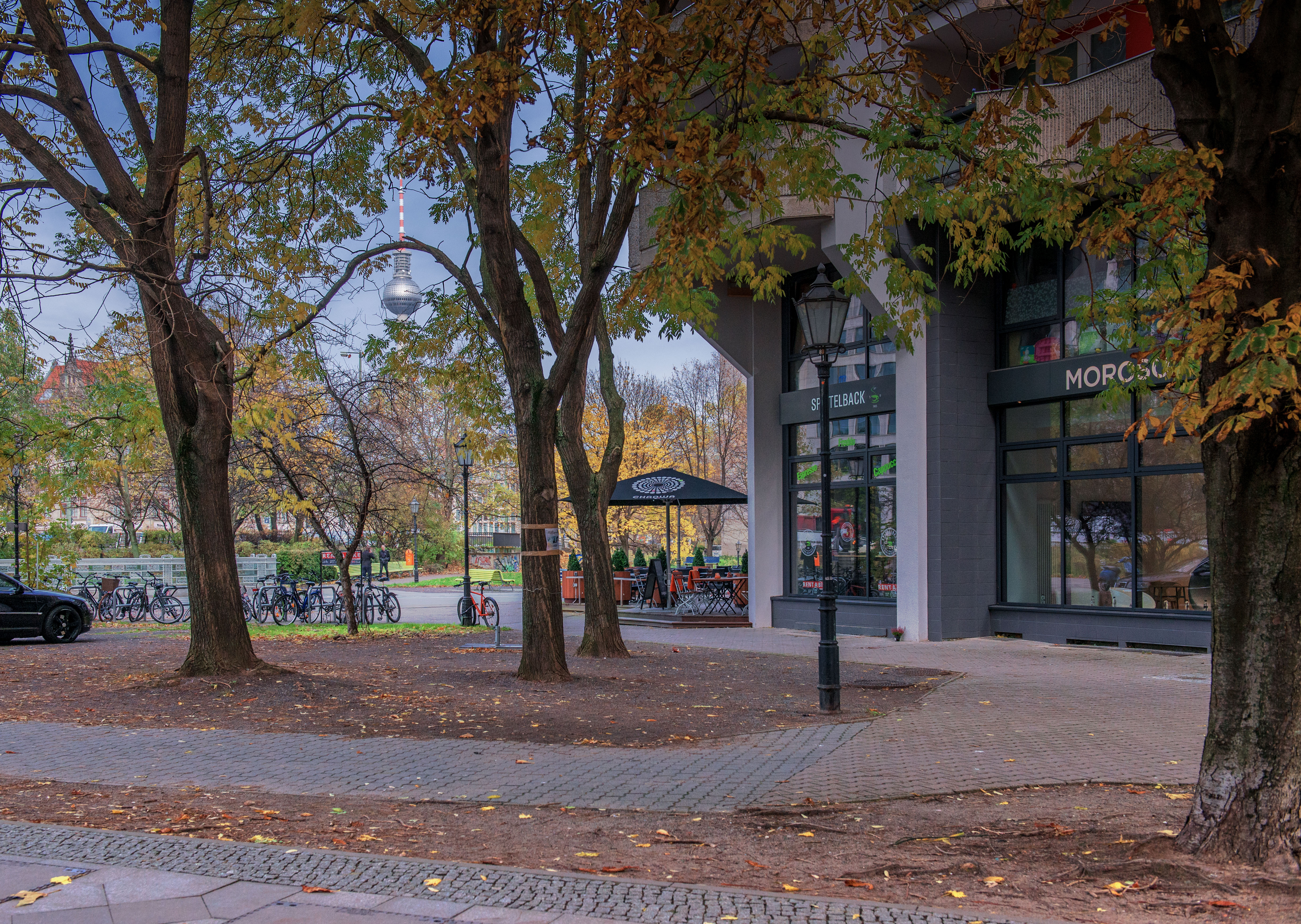
Das Spitteleck am Spittelmarkt, im Hintergrund der Fernsehturm

Nach der deutschen Wiedervereinigung errichtete der Ostdeutsche Sparkassen- und Giroverband von 1996 bis 1998 ein 20-geschossiges Verwaltungs- und Bürohochhaus, das seitdem den Platz dominiert. Im Jahr 2000 wurde trotz massiven Protestes die denkmalgeschützte Großgaststätte Ahornblatt abgerissen. Von 2003 bis 2006 und von 2006 bis 2008 entstanden an der Nordseite des Platzes weitere Neubauten.
Der Flachbau der Exquisit-Boutique wurde vom Bekleidungshaus Ebbinghaus übernommen und nach dessen Auszug 2009 abgerissen. Nur geringfügig versetzt errichtete die Gesellschaft für Beteiligungen und Immobilien-Projektentwicklung mbH (GBI) in den Jahren 2009/2010 für rund 20 Millionen Euro einen neungeschossigen Hotelbau mit Klinkerfassade.

## Umbaupläne

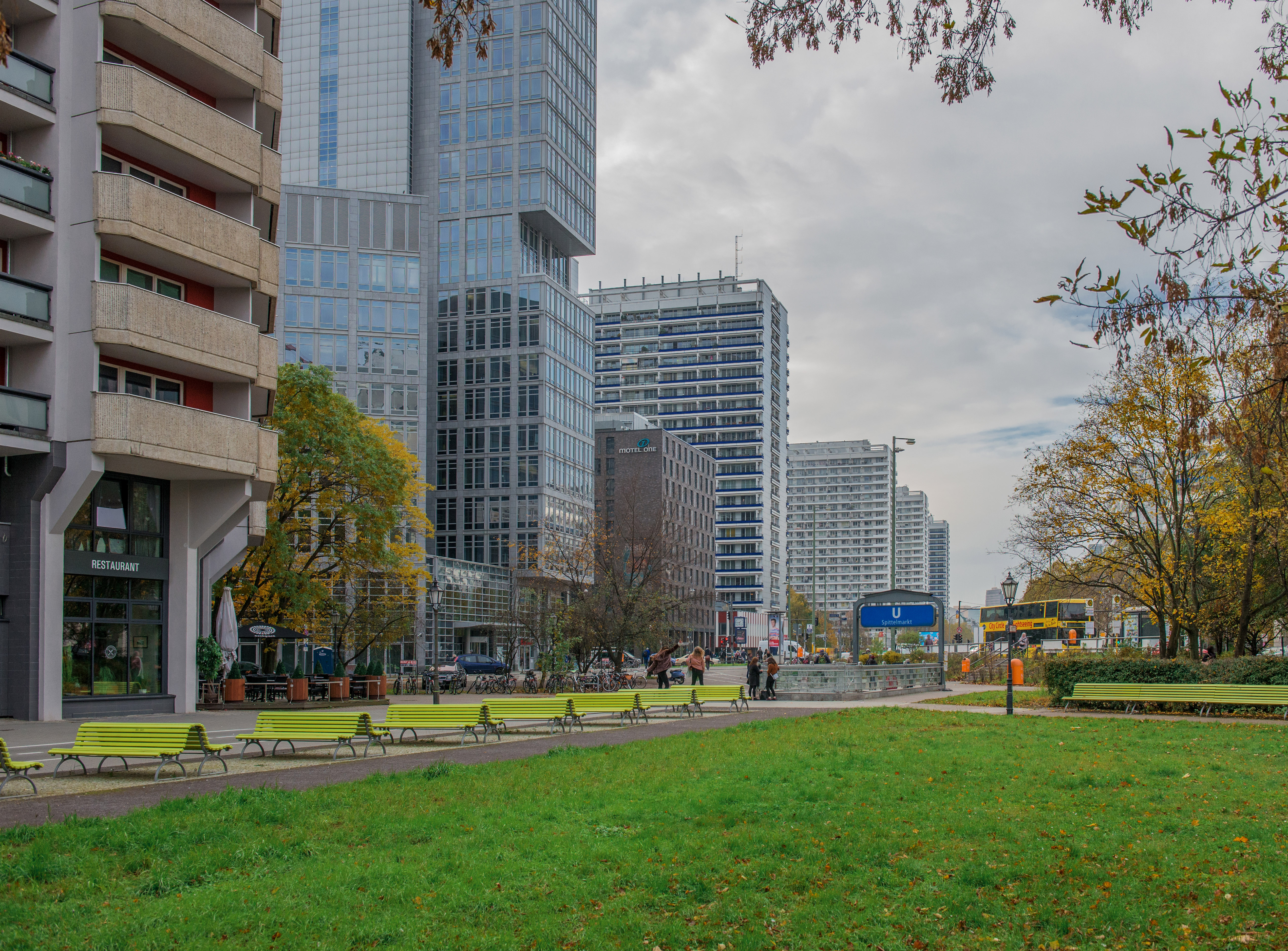
Blick vom Platz auf den U-Bahnhof Spittelmarkt und umgebende Gebäude: Ostdeutschen Sparkassenverbandes, Motel One und der Wohnkomplexes Leipziger Straße, 2017

Das Planwerk Innenstadt sieht einen Rückbau der Straßenbreite und eine neue Randbebauung mit deutlich höheren Traufhöhen vor, um die Straßen wieder an den Platz anzubinden und das ehemalige historische Raumgefüge wiederherzustellen. Der Spittelmarkt soll in seinen annähernd ursprünglichen Abmessungen als Stadtplatz an historischem Ort wieder neu entstehen. Die Ost-West-Achse der Leipziger Straße soll wieder sichtbar werden, wozu die Stahlbeton-Schnellstraßenbrücke abzubrechen wäre. Die alte Gertraudenbrücke müsste verbreitert und für den Kraftfahrzeugverkehr wieder nutzbar werden. In einem ersten Schritt wurde der Platz zu Beginn des 21. Jahrhunderts in Richtung Wallstraße gärtnerisch neugestaltet. Neben einem neuen Bodenbelag sowie einer Rasenfläche wurden insgesamt 33 Bänke und der Spindlerbrunnen (wieder) aufgestellt. Die Kosten beliefen sich auf 211.000 Euro. Am 25. Mai 2012 weihte die Senatsbaudirektorin Regula Lüscher die neu gestaltete Fläche ein. Ob, wann und in welcher Form die Straßenumbaupläne realisiert werden, steht noch nicht fest (Stand: 2015).

## In den Medien
Der Schriftsteller Bernward Schneider verfasste einen Kriminalroman, der im Jahr 1932 am und um den alten Spittelmarkt herum spielt und den Titel Spittelmarkt trägt.
Holmar Attila Mück (Autor) und Gunter Schoß (Sprecher) haben einen auditiven Stadtrundgang mit dem Titel Berliner Spaziergänge, Molkenmarkt und Spittelmarkt herausgegeben.